# L'Anti-Œdipe
Capitalisme et schizophrénie: L'anti-Œdipe (tiếng Việt: Chủ nghĩa tư bản và tâm thần phân liệt: Phản-Ơđíp) là một chuyên luận triết học năm 1972 được viết bởi triết gia người Pháp Gilles Deleuze và nhà phân tâm học người Pháp Félix Guattari. Đây là tập sách đầu tiên thuộc công trình Capitalisme et schizophrénie (Chủ nghĩa tư bản và tâm thần phân liệt) hợp tác giữa hai học giả. Tập còn lại có nhan đề Mille plateaux (Ngàn cao nguyên), xuất bản vào năm 1980.
Trong tác phẩm này, Deleuze và Guattari phát triển các khái niệm và các lí thuyết xoay quanh schizoanalyse (phân tích tâm thần phân liệt) — một thực hành phê phán theo nghĩa rộng xuất phát từ quan điểm tâm thần phân liệt và loạn thần, cũng như từ diễn trình xã hội mà chủ nghĩa tư bản đã dấy lên. Họ đặt các lĩnh vực phân tâm học, kinh tế học, nghệ thuật, văn học, nhân chủng học và lịch sử vào trong sự suy xét tương quan với những khái niệm ấy. Đối lập với cách dùng đương đại các thuật ngữ của Sigmund Freud, họ đã dựng lên một khung lí thuyết "tâm thần duy vật" dựa trên vô thức được nhìn nhận như sự tổng hợp các quá trình sản xuất ham muốn, kết hợp khái niệm của họ về sự sản xuất-ham muốn có liên quan đến các bộ máy-ham muốn và cơ-thể-không-cơ-quan, và tái áp dụng chủ nghĩa duy vật lịch sử của Karl Marx nhằm bày ra các chi tiết của các tổ chức khác nhau của sự sản xuất xã hội, "các bề mặt ghi nhận", lập trình, sự lãnh thổ hóa và hành động "khắc ghi". Khái niệm ý chí hùng cường và vĩnh cửu luân hồi của Friedrich Nietzsche cũng có vai trò đáng kể trong thuật schizoanalyse của Deleuze và Guattari.
Deleuze và Guattari cũng rút ra nhiều ý tưởng, đồng thời cũng chỉ trích, các triết lý của nhiều vị triết gia như: Spinoza, Kant, Charles Fourier, Charles Sanders Peirce, Carl Jung, Melanie Klein, Karl Jaspers, Lewis Mumford, Karl August Wittfogel, Wilhelm Reich, Georges Bataille, Louis Hjelmslev, Jacques Lacan, Gregory Bateson, Pierre Klossowski, Claude Lévi-Strauss, Jacques Monod, Louis Althusser, Victor Turner, Jean Oury, Jean-François Lyotard, Michel Foucault, Frantz Fanon, R. D. Laing, David Cooper, và Pierre Clastres.
Hơn nữa, họ cũng lấy cảm hứng từ nhiều tác giả và nghệ sĩ thể hiện quan điểm tâm thần phân liệt trong các tác phẩm của họ, như là "tổng thể những cỗ máy-ham muốn sản xuất và tái sản xuất", chẳng hạn Antonin Artaud, Samuel Beckett, Georg Büchner, Samuel Butler, D. H. Lawrence, Henry Miller, Marcel Proust, Arthur Rimbaud, Daniel Paul Schreber, Adolf Wölfli, Vaslav Nijinsky, Gérard de Nerval và J. M. W. Turner.

## Tóm tắt

### Phân tích tâm thần phân liệt
Khái niệm "phân tích tâm thần phân liệt" của Deleuze và Guattari là một lối phân tích xã hội và chính trị nhằm đối đáp những gì họ coi là khuynh hướng phản động của phân tâm học. Họ đề xuất một đánh giá chức năng về sự đầu tư trực tiếp của ham muốn - dù theo khuynh hướng cách mạng hay phản động đi chăng nữa - vào một lĩnh vực xã hội, sinh học, lịch sử và địa lý. Deleuze và Guattari nêu bốn luận đề tâm thần phân liệt sau đây:
1. Mọi sự đầu tư dục năng vô thức đều mang tính xã hội và được quy vào một trường chính trị-xã hội.[5]
2. Những sự đầu tư dục năng vô thức của một nhóm hoặc một ham muốn hoàn toàn khác biệt với những sự đầu tư tiền-ý thức của tầng lớp và lợi ích.[6]
3. Những sự đầu tư dục năng không-thân thuộc của trường xã hội có tính sơ đẳng trong mối liên hệ với những sự đầu tư thân thuộc.[6]
4. Những sự đầu tư dục năng xã hội khác biệt theo hai cực: một cực hoang tưởng, phản động, phát-xít hóa và một cực cách mạng tâm thần phân liệt.[7]

Trái ngược với quan niệm phân tâm học, phân tích tâm thần phân liệt giả định rằng dục năng không cần được phi-tình dục hóa, thăng hoa hoặc biến thái để đầu tư vào các yếu tố kinh tế hoặc chính trị. "Sự thật là," Deleuze và Guattari giải thích, "tình dục ở khắp mọi nơi: trong cái cách mà một quan chức mơn trớn hồ sơ của mình, một thẩm phán đưa ra công lý, một doanh nhân lưu thông dòng tiền, [cái cách mà] giai cấp tư sản địt giai cấp vô sản, v.v. [...] Hiệu kỳ, quốc gia, quân đội, ngân hàng khiến rất nhiều người thấy nứng." Nếu sử dụng thuật ngữ Mácxít, ham muốn chính là một phần cơ sở hạ tầng kinh tế của xã hội, không phải kiến trúc thượng tầng ý thức hệ có tính chủ quan.

## Mục lục
- Chương I : Những cỗ máy ham muốn (Les machines désirantes)

1. Sản xuất ham muốn – 2. Cơ-thể-không-cơ-quan – 3. Chủ thể và Lạc thú – 4. Tâm thần duy vật – 5. Những cỗ máy – 6. Toàn thể và bộ phận
- Chương II : Phân tâm học và chủ nghĩa gia đình, gia đình thần thánh (Psychanalyse et familialisme, la sainte famille)

1. Chủ nghĩa đế quốc nơi Œdipe – 2. Ba văn bản về Freud – 3. Luận đề về tính liên kết của sự sản xuất – 4. Luận đề về tính phân liệt của sự khắc ghi – 5. Luận đề về tính liên hợp của sự tiêu thụ – 6. Tóm lược ba luận đề – 7. Đàn áp và kìm nén – 8. Loạn thần kinh chức năng và loạn tâm thần – 9. Quá trình diễn tiến
- Chương III : Mông muội, man dã, văn minh (Sauvages, barbares, civilisés)

1. Bản ghi socius – 2. Cỗ máy lãnh thổ nguyên thủy – 3. Vấn đề của Œdipe – 4. Phân tâm học và dân tộc học – 5. Biểu tượng lãnh thổ – 6. Cỗ máy chuyên chế man dã – 7. Biểu tượng man dã hay đế quốc – 8. Urstaat – 9. Cỗ máy tư bản văn minh – 10. Biểu tượng tư bản – 11. Œdipe cuối cùng
- Chương IV : Dẫn nhập vào phân tích tâm thần phân liệt (Introduction à la schizo-analyse)

1. Trường xã hội – 2. Phần tử vô thức – 3. Phân tâm học và chủ nghĩa tư bản – 4. Sứ mệnh tích cực sơ đẳng của phân tích tâm thần phân liệt – 5. Sứ mệnh tích cực thứ đẳng

## Phụ chú
1. ↑  Nguyên văn là "En vérité, la sexualité est partout: dans la manière dont un bureaucrate caresse ses dossiers, dont un juge rend la justice, dont un homme d'affaires fait couler l'argent, dont la bourgeoisie encule le prolétariat, etc. [...] Les drapeaux, les nations, les armées, les banques font bander beaucoup de gens."

### Dẫn chú
1. ↑  Foucault 1977, tr. 14.
2. 1 2  Deleuze và Guattari 1980, tr. 423–427.
3. ↑  Deleuze và Guattari & Anti-Oedipus, tr. 4.
4. ↑  Deleuze và Guattari 1972, tr. 93, 115, 322–333, 354, 400.
5. ↑  Deleuze và Guattari 1972, tr. 375.
6. 1 2  Deleuze và Guattari 1972, tr. 377.
7. ↑  Deleuze và Guattari 1972, tr. 401.
8. ↑  Deleuze và Guattari 1972, tr. 322–333.